# Список мнемотехнік
Мнемосхеми, або «мнемонічні схеми», є потужними інструментами для полегшення процесу запам'ятовування. Ці техніки використовуються для створення асоціацій та асоціативних зображень, що допомагають у запам'ятовуванні інформації шляхом зв'язування нової інформації з уже відомими концепціями або образами. Вони можуть бути особливо корисними для студентів, які навчаються новій матерії, або для кожного, хто хоче поліпшити свою пам'ять і когнітивні функції.
Список деяких популярних мнемосхем, які можна використовувати для покращення запам'ятовування:
1. «Метод Акронімів»: Цей метод використовується для створення слова або фрази з перших літер слів, які потрібно запам'ятати. Наприклад, абревіатура «NASA» створена з фрази «National Aeronautics and Space Administration».
2. «Метод Асоціативних Зображень»: Полягає у створенні візуальних образів або сцен, що асоціюються з інформацією, яку потрібно запам'ятати. Чим яскравіші та несподіваніше зображення, тим ефективніше запам'ятовування.
3. «Метод Локів»: Уявіть собі відоме місце, таке як ваша власна квартира чи школа, і уявіть, що ви прив'язуєте нову інформацію до різних місць у цьому просторі.
4. «Метод Розділення на Частини»: Розбивається складний матеріал на менші частини або категорії, що полегшує його запам'ятовування.
5. «Метод Системи Римування (Метод Зумберової Таблички)»: Кожному числу присвоюється звук, а потім створюється рима або фраза, що асоціюється з цим звуком. Наприклад, «1 — sun» (сонце), «2 — shoe» (чобіт) та так далі.
6. «Метод Методу Історій (Метод Відомих Людей)»: Створення вигаданих історій або сценаріїв, що включають інформацію, яку потрібно запам'ятати.
7. «Метод Флешкарток»: Записування інформації на одному боці картки, а на іншому — її пояснення або відповідь.

Мнемосхеми можуть бути ефективними, але вони також вимагають практики та наполегливості. Практика використання цих технік допоможе покращити вашу пам'ять і зробить процес запам'ятовування більш ефективним.